# Bob McMillen
Robert Earl McMillen (Los Angeles, Kalifornija, SAD, 5. ožujka 1928. – 1. travnja 2007.) je pokojni američki srednjeprugaš. Osvajač je olimpijske srebrne medalje na 1500 metara na Olimpijadi u Helsinkiju 1952.
McMillen je rođen u Los Angelesu gdje je pohađao katoličku srednju školu te je 1946. na kalifornijskom državnom atletskom prvenstvu pobijedio na utrci od jedne milje. Kao student, kvalificirao se na Olimpijadu u Londonu 1948. Tijekom studentskih dana, 1952. je osvojio NCAA prvenstvo u utrci na 1500 metara. Iste godine nastupio je na Olimpijadi u Helsinkiju gdje je bio srebrni na istoj utrci a bolji od njega bio je luksemburški predstavnik Josy Barthel. S vremenom od 3:45.2, postavio je novi američki nacionalni rekord.

## Olimpijsko finale 1952.
| RANG | NATJECATELJ  | FINALE |
| ---- | ------------ | ------ |
|      | Josy Barthel | 3:45.1 |
|      | Bob McMillen | 3:45.2 |
|      | Werner Lueg  | 3:45.4 |